# Попова Ірина Олегівна
Ірина Олегівна Попова (нар. 27 травня 1991, Горлівка, Донецька область) — українська велосипедистка з маунтбайку у крос-кантрі. Чемпіонка Європи, учасниця Олімпійських ігор 2016 року.

## Виступи на Олімпіадах
| Олімпіада | Дисципліна  | Місце |
| --------- | ----------- | ----- |
| Ріо 2016  | крос-кантрі | 22    |